# Roese (oblast)
Roese (Bulgaars: Област Русе) is een oblast in het noorden van Bulgarije. De oblast heeft een oppervlakte van 2803 km² en de hoofdstad is het gelijknamige Roese.

## Geografie
De oblast heeft een oppervlakte van 2803 km², waarmee het de 23ste van de 28 oblasten is. De oblast grenst met de klok mee

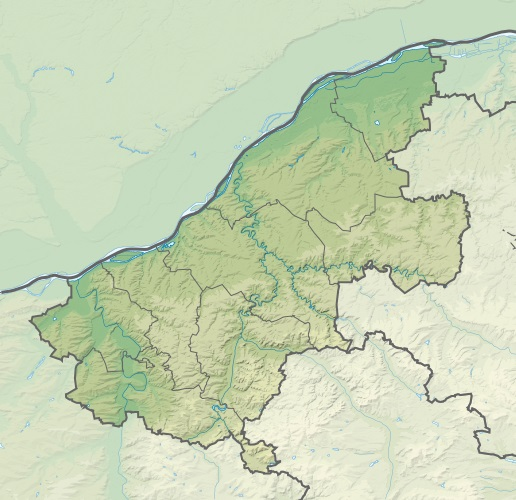
Het reliëf van de oblast Roese

## Bevolking
Op 31 december 2019 telde de oblast Roese 215.477 inwoners, waarvan 168.518 personen in stedelijke gebieden en 46.958 personen in dorpen op het platteland. De urbanisatiegraad van de oblast is hoger dan het Bulgaarse gemiddelde en bedroeg 78,2% in 2019. 
| Oblast Roese        | 217 105 | 226 567 | 246 552 | 283 992 | 303 127 | 315 373 | 288 702 | 266 157 | 235 252 | 215 477 |
| Gemeente Borovo     | 13 440  | 14 708  | 13 761  | 13 199  | 11 827  | 9 748   | 8 889   | 7 905   | 6 101   | 5 024   |
| Gemeente Bjala      | 21 427  | 22 227  | 23 059  | 22 688  | 21 655  | 20 268  | 19 348  | 17 004  | 13 467  | 11 750  |
| Gemeente Vetovo     | 28 941  | 27 793  | 25 894  | 26 313  | 24 738  | 22 758  | 21 017  | 17 774  | 12 450  | 11 143  |
| Gemeente Dve Mogili | 21 097  | 22 262  | 20 890  | 19 404  | 16 876  | 15 124  | 14 027  | 12 116  | 9 442   | 7 765   |
| Gemeente Ivanovo    | 23 361  | 23 946  | 20 212  | 19 489  | 17 314  | 14 656  | 13 089  | 11 092  | 9 429   | 7 873   |
| Gemeente Roese      | 74 873  | 79 294  | 107 653 | 148 988 | 179 917 | 205 639 | 188 473 | 178 379 | 167 585 | 157 577 |
| Gemeente Slivo Pole | 17 940  | 18 160  | 18 693  | 18 819  | 17 943  | 16 301  | 14 387  | 12 912  | 10 855  | 9 557   |
| Gemeente Tsenovo    | 16 056  | 18 177  | 16 390  | 15 092  | 12 857  | 10 879  | 9 472   | 7 975   | 5 923   | 4 788   |

Het inwonersaantal van de oblast bereikte in 1985 een hoogtepunt van 315.373 personen. Deze groei was uitsluitend te wijten aan de gemeente Roese, terwijl de overige zeven gemeenten een bevolkingskrimp registreerde. Sinds de val van het communisme in 1989 daalt de bevolking van de oblast Roese in een rap tempo. Zo verloor de oblast tussen 1985 en 2019 bijna honderdduizend inwoners, oftewel een afname van 33%. Volgens de meest extreme bevolkingsprognoses zal de bevolking van oblast Roese tot een dieptepunt van 123.000 personen in 2070 afnemen.

### Etnische samenstelling
Van de 235.252 inwoners reageerden er 216.612 op de optionele volkstelling met betrekking tot etniciteit. Van deze 216.612 respondenten identificeerden 176.413 personen zichzelf als etnische Bulgaren, oftewel 81% van alle respondenten. Dit percentage is het hoogst in de gemeente Roese (90%), gevolgd door de gemeente Tsenovo (88%). De grootste minderheid vormen de Bulgaarse Turken. In de telling van 2011 werden er 28.568 Turken geregistreerd, oftewel zo'n 13% van de bevolking. In de gemeente Vetovo vormen Turken zelfs de meerderheid van de bevolking (53%). Tevens hebben de gemeenten Slivo Pole (39%) en Dve Mogili (29%) ook een significante Turkse bevolking. Zo'n 4% van de respondenten, in totaal ongeveer negenduizend personen, identificeerden zichzelf als etnische Roma. Het aandeel Roma in de totale bevolking varieerde van 1% in de gemeente Roese tot 17% in de gemeente Borovo.
| gemeente Roese      | 90% | 8%  | 1%  |
| gemeente Bjala      | 81% | 6%  | 13% |
| gemeente Vetovo     | 28% | 53% | 15% |
| gemeente Slivo Pole | 48% | 39% | 11% |
| gemeente Ivanovo    | 79% | 18% | 2%  |
| gemeente Dve Mogili | 59% | 29% | 12% |
| gemeente Borovo     | 65% | 17% | 17% |
| gemeente Tsenovo    | 88% | 8%  | 3%  |
| oblast Roese        | 81% | 13% | 4%  |

## Gemeenten
| - Borovo - Bjala - Vetovo - Dve Mogili |  | - Ivanovo - Roese - Slivo Pole - Tsenovo |

Blagoevgrad · Boergas · Chaskovo · Dobritsj · Gabrovo · Jambol · Kjoestendil · Kardzjali · Lovetsj · Montana · Pazardzjik · Pernik · Pleven · Plovdiv · Razgrad · Roese · Silistra · Oblast Sofia · Sofia-Hoofdstad · Sjoemen · Sliven · Smoljan · Stara Zagora · Targovisjte · Varna · Veliko Tarnovo · Vidin · Vratsa